# Bigholms Burn
Der Bigholms Burn ist ein Wasserlauf in Dumfries and Galloway, Schottland. Er entsteht aus dem Zusammenfluss von Green Burn und Glentenmont Burn nördlich des Weilers Westwater. Er fließt zunächst in südlicher Richtung und wendet sich an der Mündung des Collin Burn in östlicher Richtung und fließt so bis zu seiner Mündung in das Logan Water.